# Dallas Cowboys
Los Dallas Cowboys (en español, Vaqueros de Dallas) son un equipo profesional de fútbol americano de los Estados Unidos con sede en el Dallas-Fort Worth metroplex, Texas. Compiten en la División Este de la Conferencia Nacional de la National Football League (NFL) y disputan sus encuentros como locales en el AT&T Stadium, ubicado en la ciudad texana de Arlington.
Los Cowboys fueron fundados en enero de 1960 y son una de las franquicias más laureadas de la historia de la NFL. En su palmarés figuran cinco títulos de Super Bowl, diez títulos de conferencia y veinticinco títulos divisionales. Son además uno de los equipos más populares de los Estados Unidos, motivo por el que son conocidos como el Equipo de América desde finales de la década de los setenta.
De acuerdo con la revista Forbes, los Dallas Cowboys son el club deportivo más valioso del mundo con un valor estimado de 9.000 millones de dólares.

## Historia

### 1960-1968: Fundación y primeros años
Originalmente, la conformación de un equipo en expansión para la NFL en Texas se encontró con una férrea oposición del dueño de los Washington Football Team, George Preston Marshall. Esto no causó mucha sorpresa a quienes serían los dueños de los Cowboys, Clint Murchison, Jr. y Bedford Wynne, porque los Redskins habían disfrutado de un monopolio como el único equipo en expansión que representaba al sureste de Estados Unidos en la liga por varias décadas. Para asegurar la creación del nuevo equipo, Murchison y Wynne adquirieron los derechos de la canción de batalla de los Redskins, "Hail to the Redskins" y acordaron negarle a Marshall reproducir esa canción durante los juegos. Debido a que necesitaba esta canción, Marshall se rindió, y la ciudad de Dallas, Texas, obtuvo una franquicia NFL el 28 de enero de 1960 durante la convención anual de la NFL en Miami, Florida.
Un mes antes, el 27 de diciembre de 1959, los Cowboys habían contratado al coordinador defensivo de los New York Giants, Tom Landry como su primer entrenador en jefe. La liga pidió a todos los equipos que protegieran a 25 jugadores de su roster. A los Cowboys se les pidió que seleccionaran 3 jugadores no protegidos de cada uno de los equipos para conformar finalmente una plantilla de 36 jugadores veteranos.
El equipo fue conocido originalmente como los Dallas Steers, después como los Dallas Rangers antes de establecerse definitivamente como Dallas Cowboys para la temporada de 1960. Los nuevos dueños de Dallas, Murchison y Wynne, contrataron a Tex Schramm como Director general, Tom Landry como entrenador en jefe, y a Gil Brandt como director de plantilla.
Los Cowboys comenzaron jugando sus encuentros de local en el Estadio Cotton Bowl en 1960 y terminaron su primera temporada con récord de 0 ganados y 11 perdidos.
Durante la primera mitad de los 60, los Cowboys gradualmente se convirtieron en un serio contendiente de la liga. En 1966 finalmente completaron su primera campaña ganadora con una aparición en playoffs (10 ganados y 1 perdido, comenzando un récord de la NFL de 20 campañas con récord ganador), y contribuyeron con ocho jugadores al Pro Bowl. En las temporadas de 1966 y 1967 terminaron derrotas dramáticas de 34–27 y 21–17 respectivamente contra los Green Bay Packers en el juego de campeonato de la NFC. La temporada de 1966 marcaría también el inicio de un récord de la NFL de ocho apariciones consecutivas en pos-temporada (récord que los mismos Cowboys romperían después con nueve apariciones consecutivas entre 1975–1983).
En 1969, comenzaron los preparativos para construir un nuevo estadio y reemplazar así al Cotton Bowl. El Texas Stadium en Irving, un suburbio de Dallas, fue completado para la campaña de 1971.

### 1969-1979: Roger Staubach y elEquipo de América

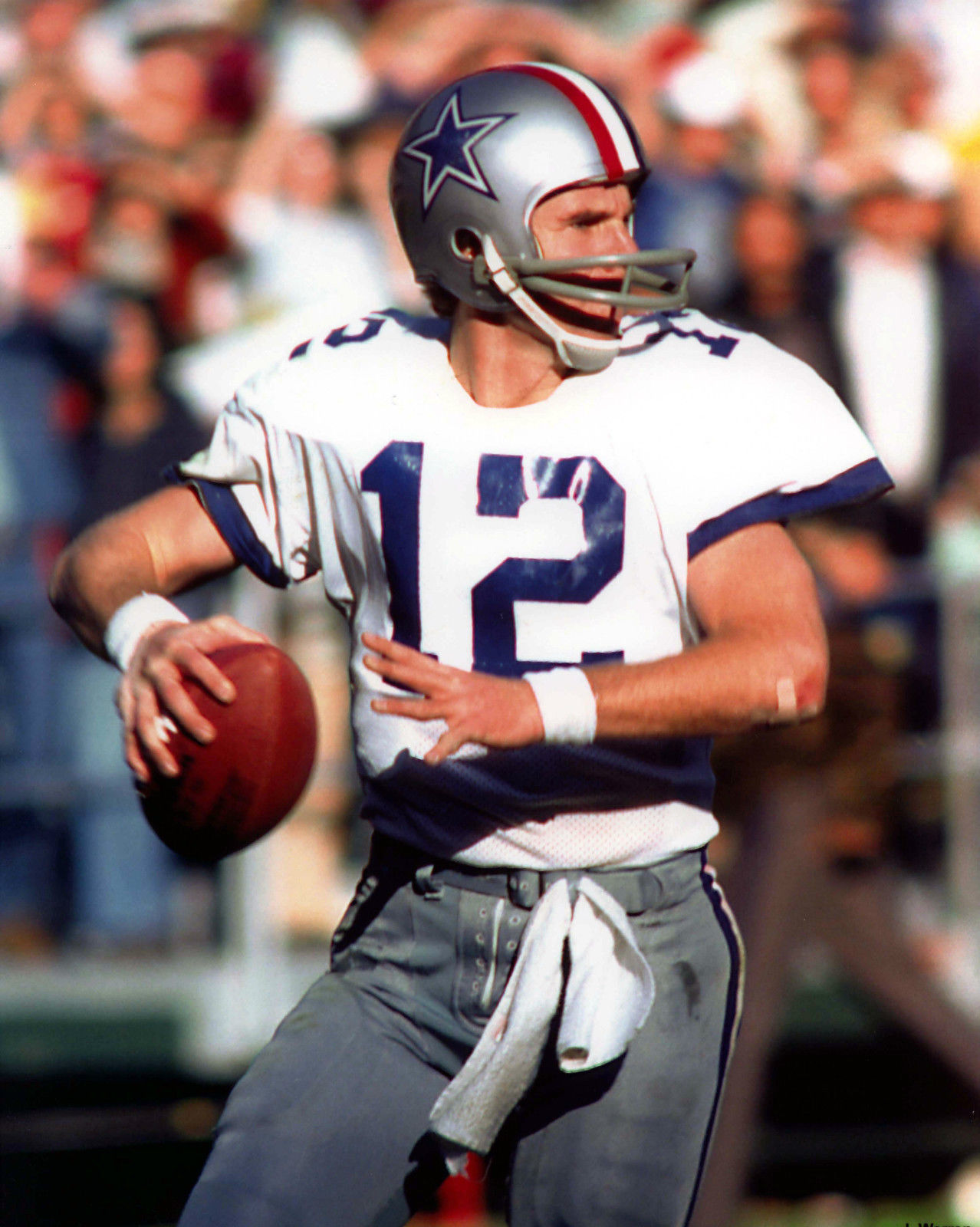
Roger Staubach llevó a los Cowboys a ganar sus dos primeros Super Bowls.

Aunque jugadores clave se retiraron para la temporada de 1969, nuevos e importantes jugadores se unieron a la organización en ese tiempo, entre ellos Roger Staubach en 1969. Guiados por el quarterback Craig Morton, los Cowboys consiguieron por primera vez, en 1971 su pase al Super Bowl donde perderían 16-13 ante los Baltimore Colts con un gol de campo de los Colts a cinco segundos del final. Los Cowboys se mudaron del Cotton Bowl al Texas Stadium en la semana seis de la campaña 1971, ganaron todos sus partidos restantes y finalmente después de avanzar en playoffs derrotaron a los Miami Dolphins, 24-3, en el Super Bowl VI jugado en 1972 y que sigue siendo el único Súper Bowl en la historia en el cual un equipo mantiene a su rival sin conseguir un touchdown. Roger Staubach, que para entonces ya era el quarterback titular, fue nombrado el Jugador más Valioso de ese Super Bowl.
Durante el resto de la década de los 70, la popularidad de los Cowboys creció, no solo en Dallas, sino en todo Estados Unidos e incluso en otros países como México. El equipo seguiría agregando nuevo talento a su plantilla y ganarían posteriormente el Super Bowl XII haciendo apariciones en los Super Bowls X y XIII. Los Cowboys terminarían los 70 como el equipo con más victorias en temporada regular y apariciones en Super Bowl de la década.

### 1980-1989: Declive
Danny White se convirtió en el quarterback titular en 1980, después del retiro de Staubach. White llevó a los Cowboys a los playoffs cinco veces y ganó dos títulos de división. Sin embargo, a pesar de disputar tres años consecutivos el campeonato de la Conferencia Nacional, (1980–1982), nunca jugaron el Súper Bowl en los 80. En 1984,  tomó el control del equipo en lugar de Murchison. Mientras los Cowboys sufrían temporadas cada vez más pobres (de 10–6 en 1985 a 7–9 en 1986, 7–8 en 1987, y 3–13 en 1988), Bright se desencantó con el equipo. Durante una vergonzosa derrota como local ante los Atlanta Falcons en 1987, Bright le dijo a los medios que estaba "horrorizado" del desempeño del preparador Landry.

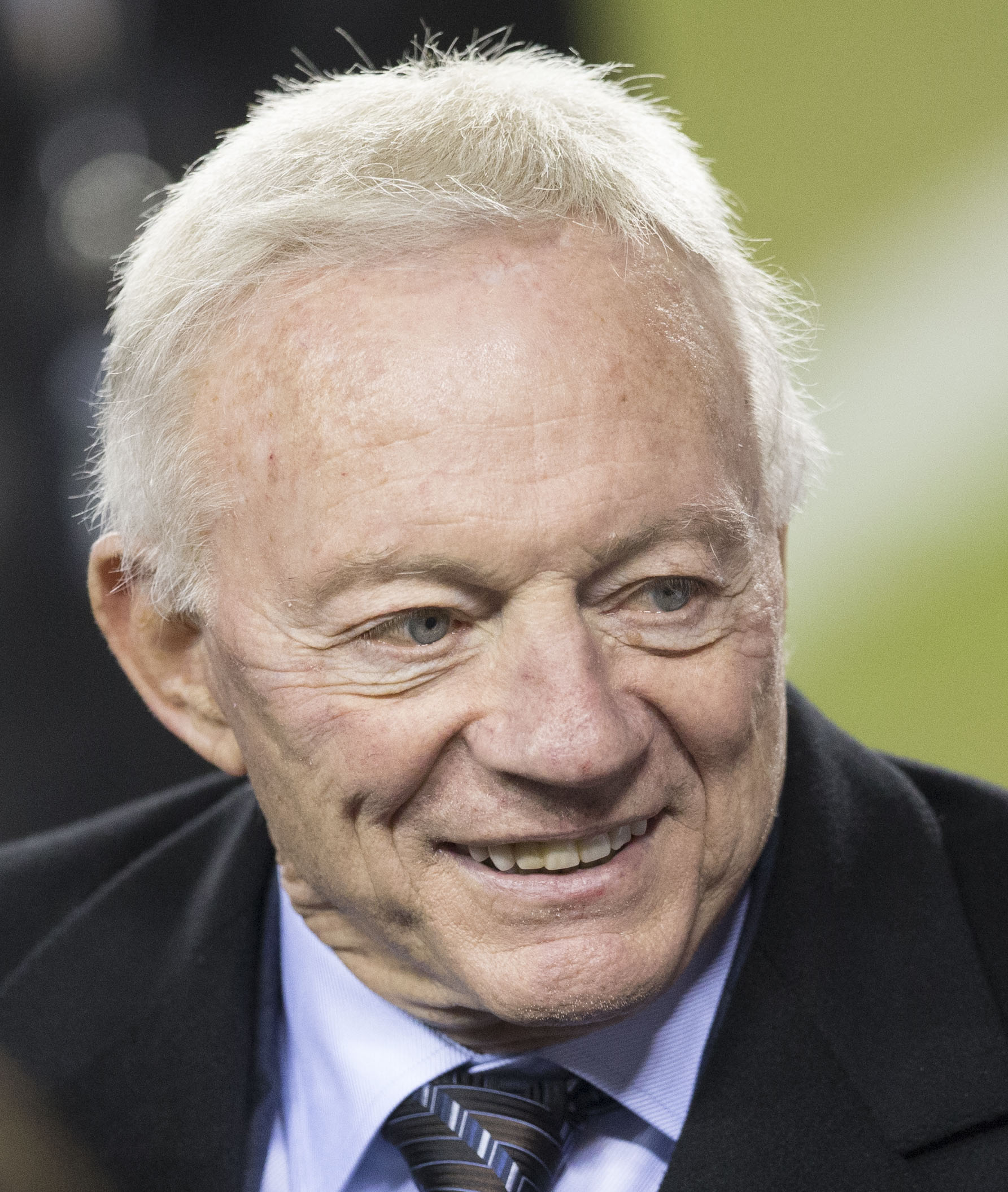
Jerry Jones compró los Dallas Cowboys en 1989.

El 25 de febrero de 1989 Bum Bright vendió la franquicia al empresario Jerry Jones por 140 millones de dólares, la cifra más alta pagada por un equipo deportivo en ese momento. La primera decisión de Jones como propietario de los Cowboys fue despedir a Tom Landry y sustituirlo por Jimmy Johnson, técnico de la Universidad de Miami y compañero suyo en Arkansas. Pocos meses después, Jones despidió a Tex Schramm como presidente y mánager general y se puso personalmente al mando de todas las operaciones del equipo.
Los Cowboys emplearon el primer pick del Draft de 1989 en seleccionar al quarterback Troy Aikman. Un mes después del inicio de la temporada de 1989, traspasaron a Herschel Walker a los Minnesota Vikings a cambio de Issiac Holt, Jesse Solomon, Alex Stewart, Darrin Nelson, David Howard y seis futuras elecciones de Draft. La operación, que acabó involucrando a un total de dieciocho jugadores, aún es el mayor traspaso de la historia de la NFL. Dallas terminó el primer año post-Landry firmando el peor registro de su historia: 1-15.

### 1990-1999:The Triplets
En el Draft de 1990 los Cowboys usaron su primer pick adquirido de los Minnesota Vikings en el traspaso de Herschel Walker para subir del vigesimoprimer al decimoséptimo puesto en un intercambio con los Pittsburgh Steelers. Con esa elección los texanos trajeron del draft al running back Emmitt Smith. Smith, Troy Aikman y Michael Irvin formaron un tridente ofensivo conocido como The Triplets, que fue clave en los éxitos de los Cowboys en la década de los noventa.
En 1992 los Cowboys lograron el mejor registro de su historia en temporada regular (13-3) y su primer título de división desde 1985. El equipo regresó al Super Bowl tras eliminar a los Philadelphia Eagles en la ronda divisional y a los San Francisco 49ers en la final de conferencia. En el Super Bowl XXVII los Cowboys vencieron 52-17 a los Buffalo Bills y se proclamaron campeones de la NFL quince años después. Jimmy Johnson se convirtió así en el primer entrenador jefe en conquistar un campeonato nacional de fútbol americano, tanto a nivel universitario como profesional. Al año siguiente derrotaron nuevamente a los Bills en el Super Bowl XXVIII, culminando un año en el que los texanos llevaron a once jugadores al Pro Bowl. A finales de marzo de 1994 Johnson dejó su cargo como técnico de mutuo acuerdo con Jerry Jones. Los Cowboys contrataron como sustituto al exentrenador de la Universidad de Oklahoma (donde dirigió a Troy Aikman) y también excompañero de Jones en Arkansas, Barry Switzer.
Los Cowboys terminaron con un récord de 12-4 en la primera temporada de Switzer a los mandos, pero perdieron con los San Francisco 49ers en el NFC Championship Game. Para la temporada siguiente Dallas fichó al cornerback Deion Sanders y en 1995 volvieron a terminar 12-4. Los Cowboys derrotaron a los Pittsburgh Steelers 27-17 en la Super Bowl XXX para lograr así su quinto campeonato de la NFL. Switzer se unió a su antecesor, como los únicos entrenadores campeones nacionales en la NCAA y en la NFL.
Después de esto, los días de gloria del equipo comenzarían a perderse mientras la agencia libre, la edad y lesiones hacían mella en los Cowboys. Tuvieron una campaña perdedora de 6-10 en 1997, con problemas de disciplina fuera de la cancha, y esto dio como resultado que Switzer renunciara en enero de 1998, y que el antiguo coordinador ofensivo de los Steelers Chan Gailey fuera contratado para ocupar su lugar. Gailey llevó al equipo a una temporada de 10-6 en 1998 y a obtener el campeonato de División, pero lo dejaron ir tras una temporada de 8-8 y playoffs en 1999, convirtiéndose así en el primer entrenador de Dallas que no ganó un Súper Bowl. A pesar de esto, los Cowboys fueron el equipo que más victorias consiguió en los 90.

### 2000-2002: La era Dave Campo
El inicio de la nueva década dejó como suceso más notable, la disolución de la tripleta de jugadores clave en la conquista de tres títulos en la década de los 90. Michael Irvin se retiró al final de la temporada de 1999 y le seguiría un año después Troy Aikman en un retiro forzado por sus frecuentes contusiones cerebrales. Poco después Emmitt Smith emigraría a los Arizona Cardinals. Sin la presencia ya de estos importantes jugadores, el coordinador defensivo Dave Campo fue promovido como primer entrenador, pero sólo se mantuvo en el puesto durante tres campañas consecutivas, en las que obtuvo récords de 5-11. Muchos fanes y medios de comunicación comenzaron a culpar a Jerry Jones por las carencias del equipo, haciendo notar que se negaba a contratar un preparador de jerarquía, prefiriendo contratar entrenadores de bajo perfil que le permitieran a él tener el control de la plantilla, en su calidad de director general del equipo. Como respuesta, Jones sacó del retiro a Bill Parcells para que se hiciera cargo de los Cowboys.

### 2003-2016: Los años de Tony Romo
Para la temporada del 2003 los Cowboys se convirtieron en el equipo sorpresa de la temporada con un récord de 10-6 entrando a los playoffs y teniendo a la mejor defensa de la liga. Sin embargo, durante las siguientes dos temporadas no pudieron repetir las apariciones en postemporada. El equipo terminó un año 2006 de altas y bajas con un récord de 9-7 con una clasificación a playoffs, pero después de una derrota en el juego de comodines en contra de los Seattle Seahawks, Parcells renunció y fue reemplazado por Wade Phillips.
En su primera temporada como primer entrenador y con la nueva estrella mediática de los Cowboys, el quarterback Tony Romo afianzado como titular, Phillips y su plantilla llevaron al equipo al mejor inicio de campaña de la historia de la franquicia con un récord de 13-3, el mejor de la Conferencia Nacional y a su título de división número 16, el más alto de la NFC Este. Con ese récord los Cowboys aseguraron su presencia en el juego divisional de los playoffs de la NFC pero fueron derrotados por los New York Giants (a la postre campeones del Super Bowl XLII) y así ampliaron un año más, su sequía de victorias en juegos de postemporada.
En la temporada 2008 nuevamente el equipo tendría altibajos causados principalmente por las lesiones de jugadores clave como Tony Romo, Jason Witten, DeMarcus Ware, Marion Barber III y el novato Félix Jones que rápidamente había demostrado sus cualidades. El equipo se despidió del Texas Stadium en el penúltimo juego de la campaña, con una derrota ante los Baltimore Ravens y una semana después, en el último juego de la temporada, sufrieron una vergonzosa derrota de 44-6 ante los Philadelphia Eagles. Los Cowboys terminaron el año con un récord de 9-7, sin embargo no fue suficiente para alcanzar los playoffs. Durante ese mismo año problemas al interior del equipo comenzaron a causar tensión, y terminaron con el despido al final de la temporada de los polémicos Terrell Owens y Adam Pacman Jones, quienes se habían quejado directa e indirectamente, del favoritismo de Tony Romo para desarrollar las jugadas ofensivas con su Tight end Jason Witten.
En el 2009 los Cowboys, con un récord de 11-5 consiguieron el título de la NFC Este por segunda vez en tres años, y disputaron el juego de comodines frente a su rival de división los Philadelphia Eagles, en la primera semana de la postemporada. Los Cowboys vencieron a los Eagles por un marcador de 14-34 en el primer juego de postemporada en la historia del Cowboys Stadium y poniendo así además, fin a una racha de 12 años sin una victoria en playoffs. En el juego divisional frente a los Minnesota Vikings, los Cowboys sucumbieron por un contundente marcador de 34-3, juego en el que el quarterback Tony Romo fue capturado 6 veces por la defensiva de los Vikings.
Para la temporada 2010 destacan las salidas del veterano Offensive tackle Flozell Adams y del Safety Ken Hamlin, así como la incorporación del receptor Dez Bryant proveniente de los Oklahoma State Cowboys.
Al terminar la semana 9 con récord de 1-7, el primer entrenador Wade Phillips es removido de su cargo y su lugar lo toma el antiguo coordinador ofensivo y ex-quarterback de los Cowboys, Jason Garrett. Al final de la temporada el equipo terminó con racha de 6-10, siendo la racha de Garrett 5-3 que gracias a esto, fue oficialmente nombrado entrenador de los Cowboys.
En la temporada 2011 los cowboys pelearon por el título de la NFC East siendo los New york Giants su mayor competencia. Después de 11 partidos el equipo tuvo una marca 7-4, sin embargo antes de la última semana de juego, el equipo terminó con racha de 8-7 teniendo el juego decisivo contra NY Giants. En ese juego los Cowboys fueron inferiores a los Giants, quienes ganaron el juego 31-14 dejando fuera a los Cowboys.
En la temporada 2012 con el mismo balance y los errores cometidos, los Cowboys se enfrentaron en el juego 16 a los Washington Redskins en un juego decisivo, cuya victoria daría el pase a los playoffs, pero perderían quedando eliminados, convirtiéndose en la tercera temporada consecutiva sin obtener la clasificación a los playoffs.

### 2016-presente: La era de Dak Prescott

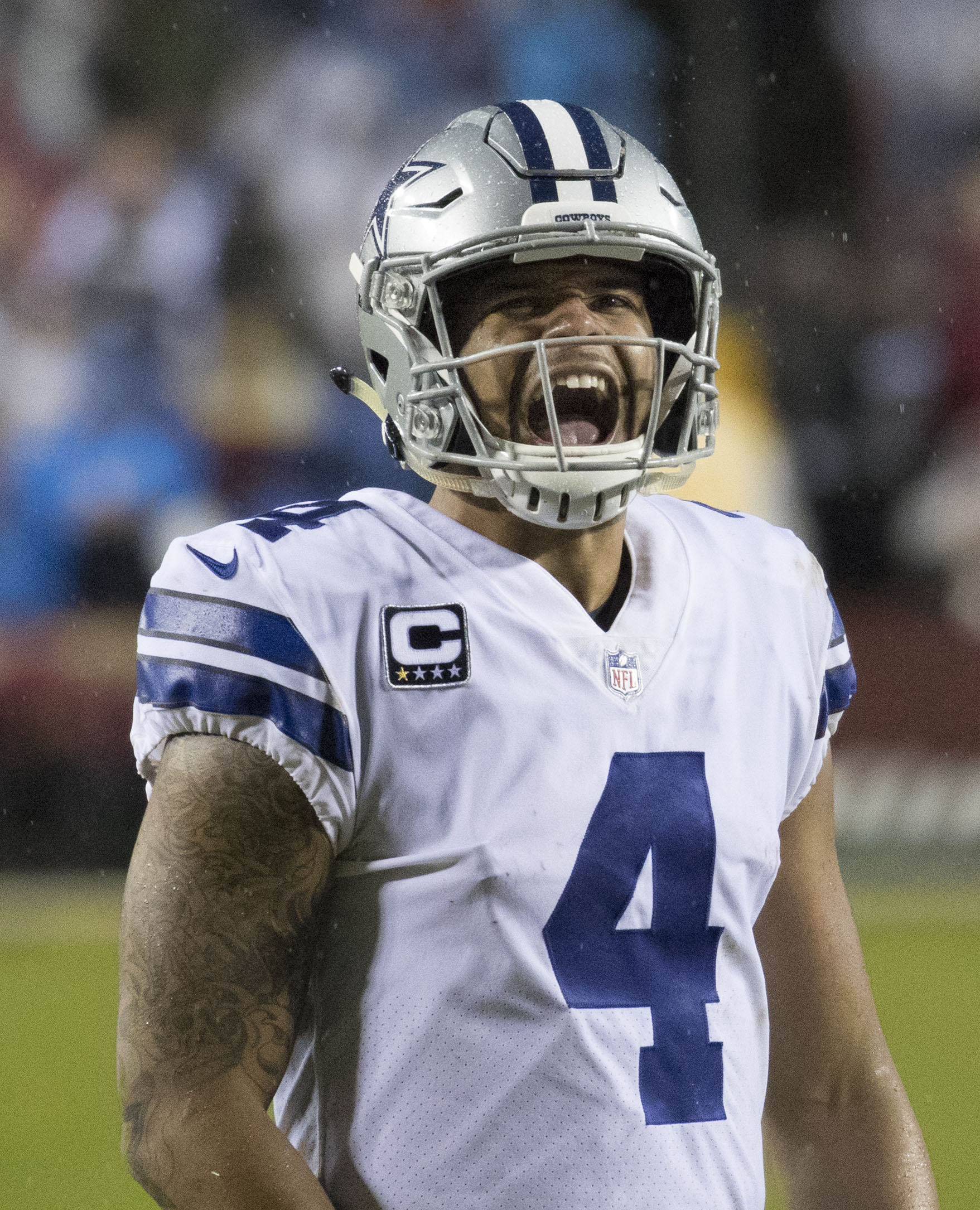
Dak Prescott, quarterback titular de los Cowboys desde 2016.

Con la cuarta elección global del Draft de 2016 los Dallas Cowboys escogieron a Ezekiel Elliott, running back de Ohio State. En el tercer partido de pretemporada ante los Seattle Seahawks, Tony Romo sufrió una fractura de vértebra. Jason Garrett nombró quarterback titular a Dak Prescott, quien había sido elegido como pick compensatorio en la cuarta ronda de 2016.
Tras arrancar 2016 con derrota frente a los New York Giants, los Cowboys encadenaron once victorias consecutivas. Los texanos terminaron el año 13-3, el mejor registro de la NFC y el segundo mejor de toda la NFL. Prescott fue nombrado Rookie Ofensivo del Año y Elliott lideró la liga en yardas de carrera con un total de 1631. Aunque Dallas logró la ventaja de campo en Playoffs, cayeron a manos de los Green Bay Packers por 31-34 en la ronda divisional.
El 4 de abril de 2017 Romo anunció su retirada del fútbol americano tras trece años de carrera, todos ellos en Dallas. En agosto de ese mismo año la NFL suspendió a Ezekiel Elliott seis partidos, por violar la política de conducta personal a raíz de un caso de violencia doméstica ocurrido el año anterior. A pesar de que los Cowboys apelaron la sanción y el RB pudo jugar los primeros partidos de 2017, finalmente Elliott terminó por aceptarla y cumplió el castigo en el tramo intermedio de la temporada. En un año irregular marcado por ese episodio, los texanos no se clasificaron para los Playoffs. Unos meses después, el equipo anunció la rescisión del contrato de Dez Bryant.
El 5 de enero de 2020 los Cowboys anunciaron que Jason Garrett no continuaría al frente del equipo. Dos días después se hizo oficial la contratación de Mike McCarthy como nuevo entrenador jefe.

## Estadio

### Antiguos terrenos de juego
- Cotton Bowl (1960-1971).
- Texas Stadium (1971-2008).

### AT&T Stadium

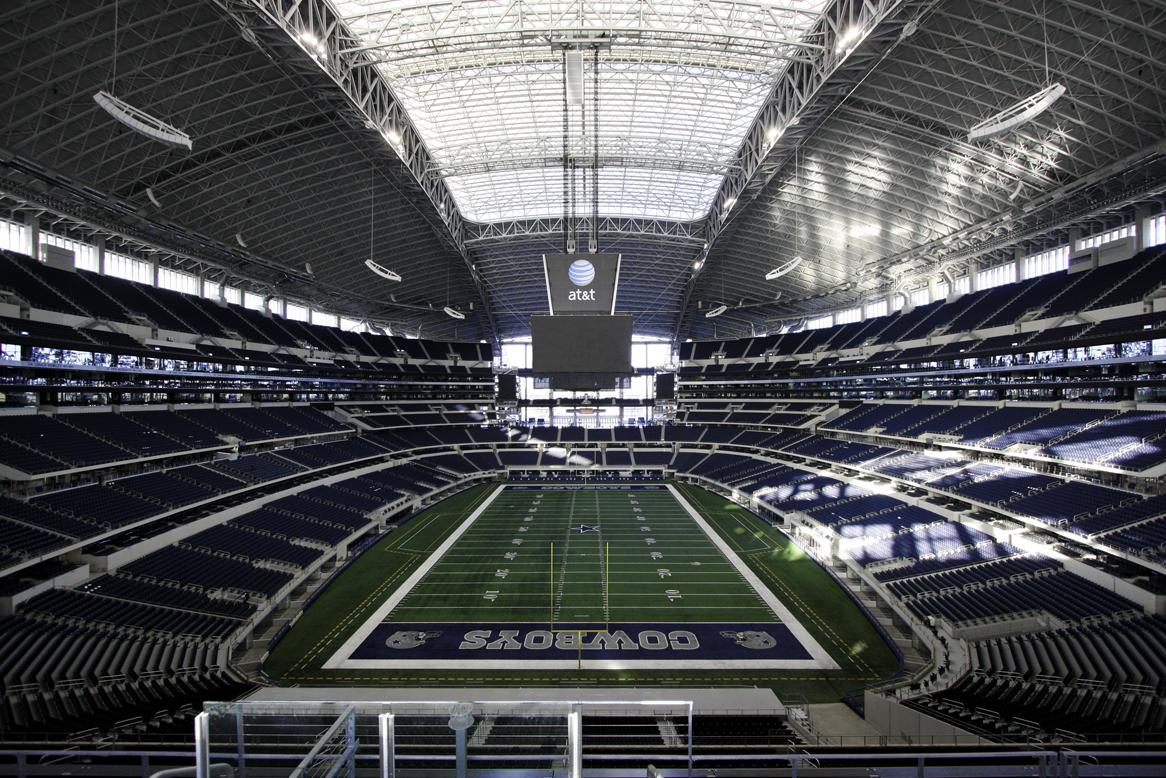
El AT&T Stadium, casa de los Cowboys desde 2009.

El AT&T Stadium es el estadio de los Cowboys desde 2009. El recinto está situado en Arlington y fue inaugurado el 27 de mayo de 2009 con el nombre de Cowboys Stadium. Cuenta con una capacidad para 80.000 espectadores, aunque esta puede ampliarse hasta los 105.000 para otro tipo de eventos.

## Uniforme y logos

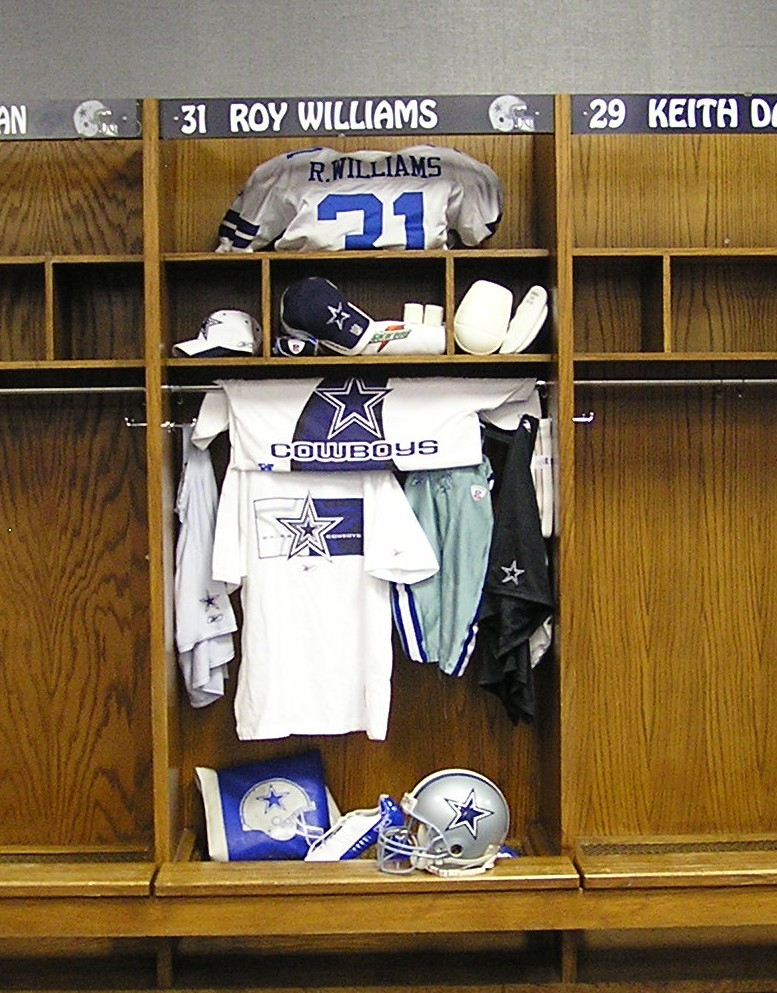
Locker en el vestidor de los Dallas Cowboys.

### Logo
El logo de la estrella de los Cowboys es uno de los más reconocibles del deporte profesional. La estrella original era sólida y completamente azul hasta que una línea blanca y un borde exterior azul, fueron agregados en 1964 permaneciendo así hasta el presente. El logo ya no solo es utilizado por los Cowboys, sino también por otras franquicias deportivas propiedad de Jerry Jones.

### Uniforme y casco
El uniforme blanco de local que utilizan los Cowboys tiene como aditamentos medias de color azul marino sólido; números, nombres y dos franjas en las mangas de color negros. Los pants de acuerdo a la guía oficial del equipo, son de color verde-plateado que ayuda a resaltar el azul del uniforme. El jersey de visita (conocido como el de las barras y las estrellas tiene números, nombres y franjas en blanco. Una franja gruesa compuesta de tres franjas más pequeñas en blanco/gris/blanco en cada una de las mangas y en la V del cuello con el logo de los Cowboys localizado encima de estas. Un logotipo con el nombre de los Cowboys se ubica en la parte superior central del pecho justo debajo del escudo de la NFL. Los pants de visita son de color plateado metálico, y al igual que los pants de local, realzan el color azul en el uniforme. Los nombres de los jugadores se estampan con serifas o remates.
El casco es también de color plateado con una franja compuesta en azul/blanco/azul que lo atraviesa desde la frente hasta la nuca. El característico logo de la estrella se ubica a ambos costados del casco, y el nombre de los jugadores se estampa en la parte trasera, justo en la parte blanca de la franja tricolor que atraviesa el casco.

#### Uniformes antiguos

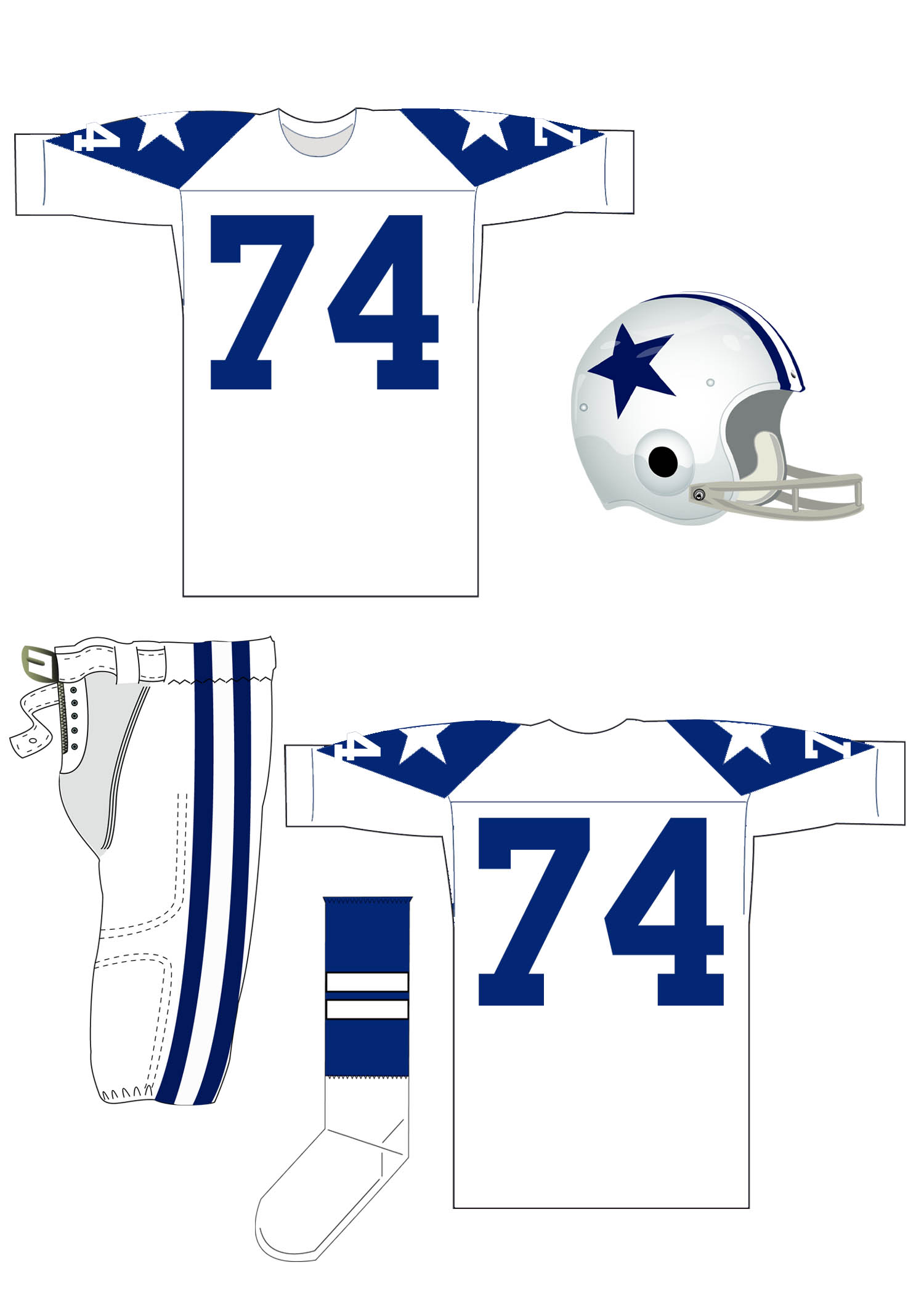
Local de 1960
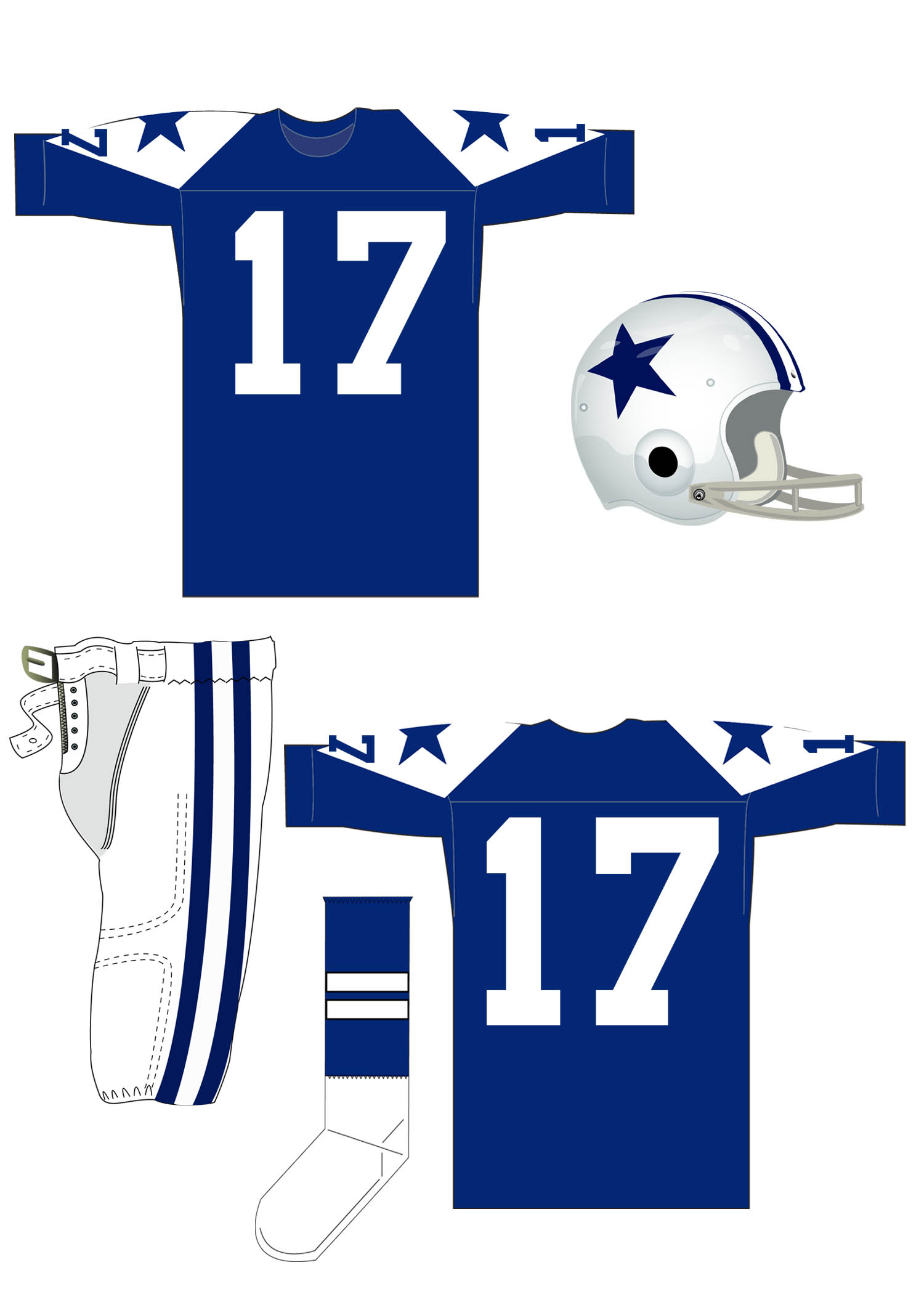
Visitante de 1960
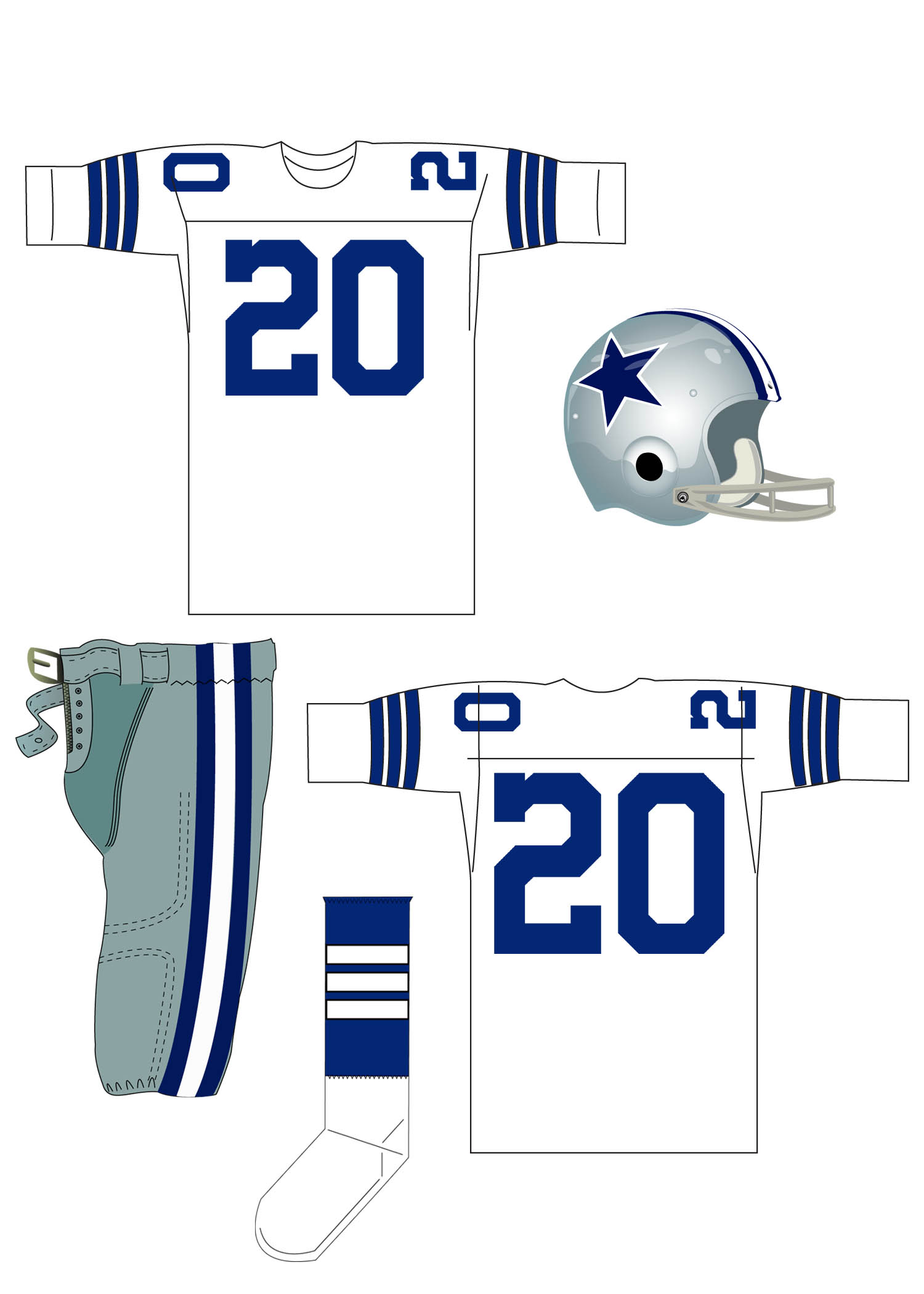
Local de 1964
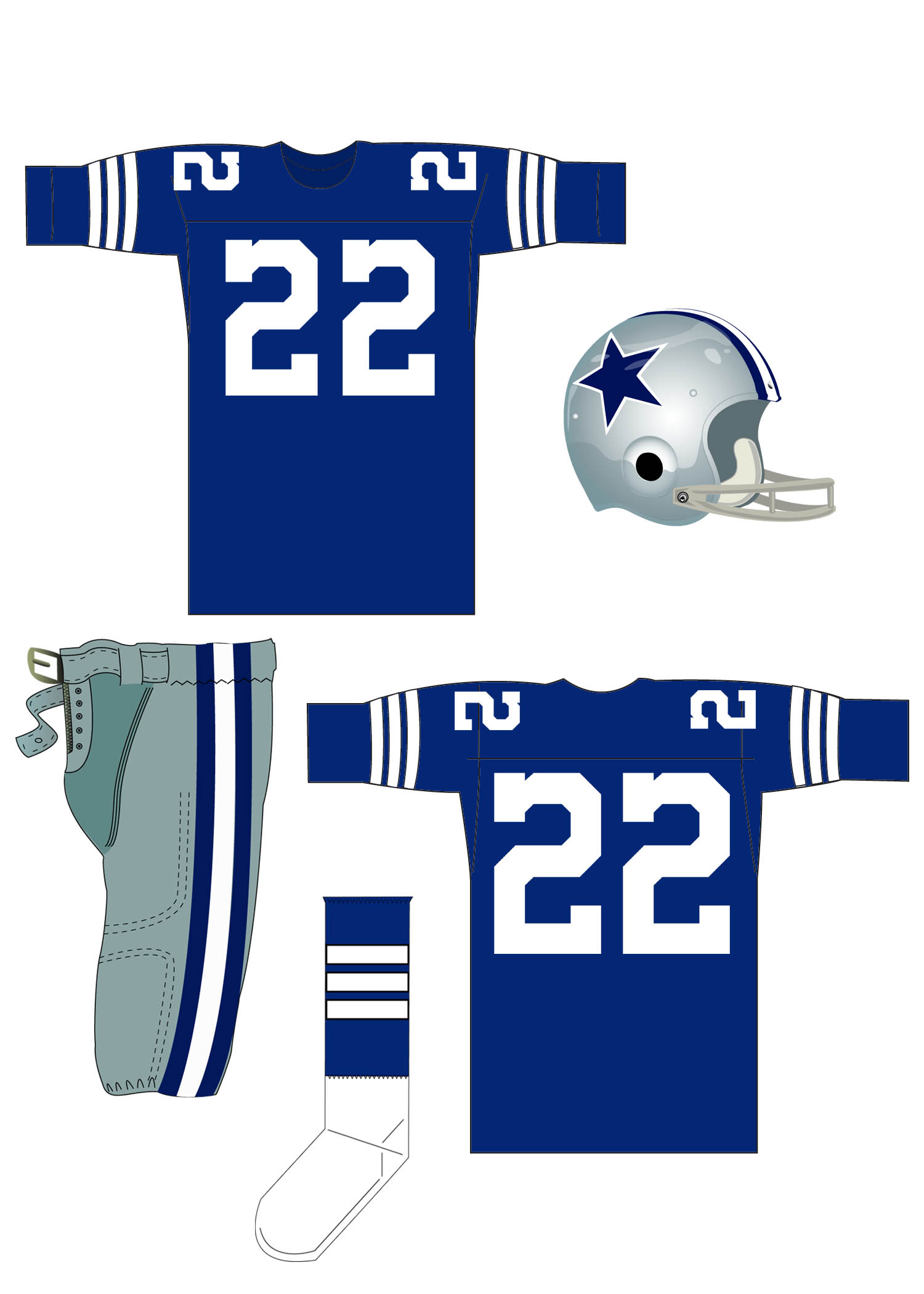
Visitante de 1964

## Jugadores

### Números fuera de circulación
Los Dallas Cowboys no tienen ningún número retirado de manera oficial. Sin embargo, algunos dorsales no han vuelto a ser vestidos por ningún otro jugador del equipo tras la marcha de sus máximos exponentes.
| Números fuera de circulación en los Dallas Cowboys |                |        |           |
| N.º                                                | Jugador        | Puesto | Periodo   |
| 8                                                  | Troy Aikman    | QB     | 1989-2000 |
| 12                                                 | Roger Staubach | QB     | 1969-1979 |
| 22                                                 | Bob Hayes      | WR     | 1965-1974 |
| 22                                                 | Emmitt Smith   | RB     | 1993-2001 |
| 74                                                 | Bob Lilly      | DT     | 1961-1974 |

### Miembros del Salón de la Fama del Fútbol Americano Profesional
Los Cowboys tienen 15 inducciones al Hall of Fame de la NFL que incluyen diez jugadores, un primer entrenador Tom Landry y un directivo Tex Schramm.
| 1980 | Bob Lilly       | DT |
| 1985 | Roger Staubach  | QB |
| 1990 | Tom Landry      | HC |
| 1991 | Tex Schramm     | GM |
| 1994 | Tony Dorsett    | RB |
| 1994 | Randy White     | DT |
| 1996 | Mel Renfro      | CB |
| 2006 | Rayfield Wright | OT |
| 2006 | Troy Aikman     | QB |
| 2007 | Michael Irvin   | WR |
| 2009 | Bob Hayes       | WR |
| 2010 | Emmitt Smith    | RB |
| 2011 | Deion Sanders   | CB |
| 2013 | Larry Allen     | OT |
| 2017 | Jerry Jones     | GM |

### Anillo de Honor
El Anillo de Honor de los Cowboys fue creado en 1975 por el entonces mánager general del equipo Tex Schramm. Bob Lilly fue el primer miembro del Anillo.
| Miembros del Anillo de Honor de los Dallas Cowboys |                 |        |         |       |
| N.º                                                | Miembro         | Puesto | Periodo | Fecha |
|                                                    | Bob Lilly       | DT     |         | 1975  |
|                                                    | Don Meredith    | QB     |         | 1976  |
|                                                    | Don Perkins     | HB     |         | 1976  |
|                                                    | Chuck Howley    | LB     |         | 1977  |
|                                                    | Mel Renfro      | CB     |         | 1981  |
|                                                    | Roger Staubach  | QB     |         | 1983  |
|                                                    | Lee Roy Jordan  | LB     |         | 1989  |
|                                                    | Tom Landry      | HC     |         | 1993  |
|                                                    | Tony Dorsett    | RB     |         | 1994  |
|                                                    | Randy White     | DT     |         | 1994  |
|                                                    | Bob Hayes       | WR     |         | 2001  |
|                                                    | Tex Schramm     | GM     |         | 2003  |
|                                                    | Cliff Harris    | FS     |         | 2004  |
|                                                    | Rayfield Wright | OT     |         | 2004  |
|                                                    | Troy Aikman     | QB     |         | 2005  |
|                                                    | Michael Irvin   | WR     |         | 2005  |
|                                                    | Emmitt Smith    | RB     |         | 2005  |

## Premios
| MVP de la Temporada - Emmitt Smith - 1993 MVP de la Super Bowl - Chuck Howley - 1970 (V) - Roger Staubach - 1971 (VI) - Randy White - 1977 (XII) - Harvey Martin - 1977 (XII) - Troy Aikman - 1992 (XXVII) - Emmitt Smith - 1993 (XXVIII) - Larry Brown - 1995 (XXX) Jugador Ofensivo del Año - DeMarco Murray - 2014 Jugador Defensivo del Año - Harvey Martin - 1977 | Novato Ofensivo del Año - Calvin Hill - 1969 - Tony Dorsett - 1977 - Emmitt Smith - 1990 - Dak Prescott - 2016 Novato Defensivo del Año - Micah Parsons - 2021 Comeback Player of the Year - Greg Ellis - 2007 Entrenador del Año - Tom Landry - 1966 - Jimmy Johnson - 1990 - Jason Garrett - 2016 |

## Palmarés
Los Cowboys son uno de los equipos más exitosos de la época profesional del fútbol americano en Estados Unidos, y particularmente desde la fusión de las antiguas NFL y AFL. Los Cowboys son actualmente (2020) el equipo con más apariciones en Super Bowl de la liga, y uno de los equipos con más triunfos.

### Cinco títulos deSuper Bowl

#### Super Bowl VI
Disputado el 16 de enero de 1972 los Cowboys, guiados por Roger Staubach obtienen su primer título derrotando a los Miami Dolphins, marcando además récords de Super Bowl para menos puntos (3) y menos touchdowns recibidos (0), entre otros.

#### Super Bowl XII
En el Super Bowl XII jugado el 15 de enero de 1978 en el Louisiana Superdome los Cowboys derrotan a los Denver Broncos comandados por el ex quarterback de Dallas, Craig Morton. Al final del juego Randy White y Harvey Martin de los Cowboys, son reconocidos con el premio de jugador más valioso, marcando así la primera y única ocasión que dos jugadores han obtenido el reconocimiento en un mismo juego.

#### Super Bowl XXVII
Bajo la dirección de Jimmy Johnson, los Cowboys llegan al Super Bowl por primera vez desde la salida Tom Landry, y derrotan con amplia superioridad a los Buffalo Bills de la mano del quarterback Troy Aikman. El juego se llevó a cabo el 31 de enero de 1993, en Pasadena, California.

#### Super Bowl XXVIII
Por segunda vez consecutiva, los Cowboys y los Bills disputan el Super Bowl, resultando vencedores de nueva cuenta los primeros, en un partido más cerrado que el del año anterior. Emmitt Smith, es reconocido con el premio de Super Bowl MVP. El juego se llevó a cabo en el Georgia Dome, el 30 de enero de 1994.

#### Super Bowl XXX
Después de la salida de Jimmy Johnson en 1994, Barry Switzer toma su lugar, y una temporada después los Cowboys derrotan a los Pittsburgh Steelers en el Super Bowl XXX, el tercero disputado entre estos dos equipos. Este partido se llevó a cabo en el Sun Devil Stadium el 28 de enero de 1996.

### 8Campeonatos de la NFC
Ganando el campeonato de la Conferencia Nacional en ocho ocasiones, los Cowboys se convierten en el equipo con más apariciones en Super Bowl de la liga, hasta ese momento (2020).

### 24 títulos de laNFC Este
Los Cowboys son el equipo de la NFL que más campeonatos de división ha ganado.

## Récords

### Super Bowl
- Es uno de los equipos con más apariciones en el Super Bowl junto con los Pittsburgh Steelers (8, cada uno) y los New England Patriots (esto últimos con 11 apariciones al 2020).
- Es el equipo que más Super Bowls ha jugado en una misma década (5).
- Fue el primer equipo en ganar 3 títulos en cuatro años (hasta la fecha ningún equipo ha ganado tres consecutivos).
- Más touchdowns en juegos de Super Bowl (26).
- Más puntos anotados en un juego siendo el equipo perdedor (31, en el Super Bowl XIII).
- Es el equipo con más Super Bowl MVP's (7).
- Único equipo que a pesar de perder el Super Bowl, tuvo al SB MVP: Chuck Howley.
- Equipo que tuvo al primer jugador defensivo ganador del SB MVP: Chuck Howley.
- Único equipo que tuvo en el mismo juego, a dos jugadores ganadores del SB MVP: Randy White y Harvey Martin.
- Primer equipo que tuvo a un jugador que, además de ganar el Super Bowl, también ganó en el mismo año el título de yardas por tierra de la NFL, el NFL MVP y el SB MVP: Emmitt Smith.

### Otros
- Más campeonatos de Conferencia (8 de la NFC, compartido).
- Más títulos de división (25 de la NFC Este).
- Más apariciones en postemporada (30).
- Más juegos de postemporada (58).
- Más campañas consecutivas con récord ganador (20, de 1966 a 1985).
- Más campañas con al menos 10 victorias (26).
- Más victorias en el Monday Night Football (42).

## Rivalidades

### NFC East Hate Each Other/Super Bowl Party[3]
La Conferencia Nacional en su división Este, alberga 3 equipos de arraigo en el universo de la NFL; Siendo Vaqueros, Gigantes y Pieles Rojas, equipos históricamente competitivos y ganadores. No es extraño pues, que exista una rivalidad conocida como "NFC East Hate Each Other" (En la NFC Este, se odian mutuamente), pues es sabido que los 4 equipos de la División Este tengan rivalidad entre ellos, se conoce el odio a Vaqueros por los otros 3 miembros (Águilas, Gigantes y Pieles Rojas), así como una fuerte rivalidad entre los demás. 
Cabe mencionar que los 4 equipos de la NFC Este, han ganado el Súper Tazón (Vaqueros 5 ocasiones, Gigantes 4, Pieles Rojas 3 y Águilas 1); lo que los hace ser la división más complicada históricamente y en la años recientes, una de las divisiones más complicadas, siendo comparados con los "grupos de la muerte" que se forman en sorteos de Copas Mundiales, esto en el deporte de fútbol asociación. 
En los últimos meses han denominado a la rivalidad y conferencia como "Super Bowl Party", derivado de que las Águilas de Filadelfia fueron campeones del Super Bowl LII, esto ha aportado más al acervo de campeonatos de la NFC Este, dándole más interés y dificultad a los juegos que pudiesen tener estos cuatro equipos.   

#### Washington Football Team
Históricamente los Washington Football Team han sido el rival más importante para los Cowboys. Siendo ambos rivales de división en la NFC Este, Dallas y Washington han jugado entre ellos en todas las temporadas desde principios de los 60s, prendiéndole fuego a una rivalidad que inició aún antes de la existencia de los Cowboys, pues fueron los Redskins (actualmente Football Club) quienes se opusieron inicialmente a que la ciudad de Dallas, tuviera una franquicia de la NFL. La Rivalidad tiene un interés político añadido, pues los seguidores de los Cowboys se identifican más por el nacionalismo Texano, y los de los Redskins (football club) abogan por la conservación única de una nación sin autonomías.

#### New York Giants
Junto a las Pieles Rojas, los New York Giants son otro rival sumamente importante para los Vaqueros, pues durante años se disputaron la supremacía de la División Este.

#### Philadelphia Eagles
El equipo también tiene una fuerte rivalidad con Philadelphia que ha sido particularmente intensa desde finales de los 70. Una serie de factores incrementaron las tensiones durante los 80s y 90s, incluyendo varias acciones provocativas por parte de los fanes de las Águilas. Una de las más conocidas ocurrió en Philadelphia en 1999, cuando los fanes locales demostraron júbilo al ver al receptor de los Cowboys, Michael Irvin, yaciendo en el suelo sin movimiento y posiblemente paralizado.

### Rivales de Conferencia

#### San Francisco 49ers
Los 49ers han sido otro rival importante de los Cowboys. Dallas ha jugado siete juegos de postemporada ante San Francisco. Los Vaqueros obtuvieron el triunfo en los juegos de campeonato de la NFC en 1970 y 1971, y una vez más en el juego divisional de playoffs en 1972, cuando Roger Staubach lanzó dos pases para touchdown con menos de dos minutos en el reloj para una victoria final de 30-28. En el juego de campeonato de la NFC en 1981 jugado en San Francisco, Joe Montana completó a menos de un minuto del final el pase de la victoria con su receptor Dwight Clark, en una jugada que ahora se conoce como The Catch.
Entre 1992 y 1994 Dallas y San Francisco se enfrentaron en los tres juegos por el campeonato de la NFC. Los Cowboys ganaron los dos primeros y los 49ers el tercero. En los tres casos, el ganador de esos juegos ganaría finalmente el Super Bowl.

#### Green Bay Packers
Los Empacadores son considerados rivales históricos de los Vaqueros, pues durante varias temporadas se vieron las caras en las finales por la Conferencia Nacional, por lo que se le considera la rivalidad de la Conferencia por excelencia. Siendo conocidos episodios históricos, como la rivalidad entre dos de los mejores entrenadores de la historia de la NFL: Vince Lombardi vs Tom Landry. Ya que Lombardi compartió junto a Landry, la coordinación de los Gigantes de Nueva York (entre 1956 y 1959), además de tener una amistad de años. Landry coordinaba la defensiva y Lombardi la ofensiva, dándoles dividendos bastante buenos, apareciendo tres ocasiones en el Campeonato de la NFL en menos de cuatro años. Aunque perdieron contra los Potros de Baltimore en 1958 y 1959, habían derrotado previamente a los Osos de Chicago en 1956 por 47-7. 
En años posteriores, ambos entrenadores de estilos distintos, se enemistarían, tras Landry pasar a ser el primer entrenador en jefe de los Vaqueros y Lombardi hacer lo mismo por Empacadores, encontrándose varias veces por el campeonato de la NFL, siendo la más rememorada el Ice Bowl (Tazón del Hielo), un 31 de diciembre de 1967, cuando se jugó un partido con un clima en grados bajo cero y en pleno invierno, llamándosele el "Ice Bowl". Ese partido se jugó con mucha intensidad y con un marcador bastante cerrado, el cual ganaron los Empacadores por 21 a 17. 
Temporadas después y ya con el Super Bowl establecido, los equipos avivarían esta rivalidad tan intensa en los años 60, con encontronazos en las fases de playoffs y de comodines. 
La última ocasión en que se encontraron, Green Bay volvió a derrotar a Dallas por un marcador cerrado de 34 a 31, acudiendo a su pateador para lograr el triunfo, esto rumbo al Super Bowl LI. 

### Rivalidades Interconferencia

#### Governor's Cup

##### Houston Texans
La rivalidad entre Dallas y Houston Texans (antes Houston Oilers) es más bien una rivalidad regional, pocos han sido los últimos enfrentamientos como "Texanos", aunque durante la era de "Petroleros"; Dallas y Houston vivieron juegos emocionantes, creando los Vaqueros cierta antipatía y podría denominarse "odio" en la ciudad de Houston.

#### America's Game/NFL Derbi

##### Pittsburgh Steelers
La rivalidad entre Dallas y Pittsburgh radica principalmente en que ambos se han enfrentado en tres ocasiones en el Super Bowl, y que han competido constantemente como unos de los equipos más ganadores de la liga. Durante los 70, los Steelers de Terry Bradshaw derrotaron en el Super Bowl X a los Cowboys de Roger Staubach y lo volverían a hacer tres años después, en el Super Bowl XIII. Por su parte, los Cowboys no pudieron sacarse la espina de estas derrotas sino hasta el Super Bowl XXX jugado en 1996, cuando vencieron a los Steelers, con la motivación adicional de haberlos superardo en ese momento en títulos de la NFL (Dallas consiguió su quinto título frente a los cuatro de Pittsburgh). Hasta la fecha (2023), el Super Bowl XXX es el último título de la NFL que ha podido ganar Dallas, mientras Pittsburgh ha ganado otros dos desde entonces, dejando los números finales hasta ahora, en 6 títulos de Super Bowl para los Steelers y 5 para los Cowboys.
En México, Dallas y Pittsburgh son los equipos más populares entre la afición, por lo que la rivalidad ha trascendido la importancia que tiene en Estados Unidos, y entre los aficionados locales se le conoce como el clásico mexicano de la NFL.

## Datos de interés
- Al equipo se le llama también America's Team (el equipo de América), dada su gran popularidad en Estados Unidos.
- En México los Cowboys o los Vaqueros, como popularmente se les conoce, es, de acuerdo con la NFL México, el equipo más popular entre la afición y algunos jugadores mexicanos de fútbol americano han brillado como pateadores del equipo: Efrén Herrera y Rafael Septién.
- Los Dallas Cowboys son de acuerdo con la revista Forbes, el Equipo deportivo más caro del Mundo seguido del Real Madrid en segundo sitio y el Manchester United ocupando la tercera posición.
- Es el equipo favorito de Homer Simpson de Los Simpson, quien en el episodio "Sólo se muda dos veces" menciona que uno de sus sueños es ser el dueño del mismo.
- El estadio de los Cowboys también le llaman la estrella de la muerte a homenaje a la de Star Wars

### Popularidad en México
Los Vaqueros de Dallas son, de acuerdo con la NFL México (Sept 2020), el segundo equipo más popular del país, con un 14.4% de las preferencias entre los aficionados al fútbol americano, sólo superados por los Pittsburgh Steelers (16.9%).
El gusto de los mexicanos por los Vaqueros inició a principios de la década de los años 70, cuando Tex Schramm desarrolló la red más larga de transmisiones por televisión y radio en Estados Unidos, e incluyó 16 estaciones en español en siete estados de la unión americana y México. El éxito obtenido por los dirigidos por Tom Landry en el Super Bowl VI y en el Super Bowl XII, sirvió para afianzar definitivamente la lealtad de la afición por el equipo texano.

Me di cuenta del alto seguimiento que tiene el equipo en México desde que jugaba, simplemente por las cartas que recibía. Cuando me retiré, escribí un libro (Tiempo Suficiente Para Ganar) y recibí muchas propuestas para traducirlo al español, y obviamente se vendieron muchas copias en México.

Roger Staubach

Sin embargo, a pesar de gozar de una importante legión de fanes en el país, y de que los juegos de exhibición de la NFL llegaron a México esa misma década, no fue sino hasta los años 90 cuando los Vaqueros, bajo la dirección de su nuevo dueño Jerry Jones, realizaron algunos juegos de pretemporada en el país. El primero de ellos se dio el 15 de agosto de 1994 cuando se enfrentaron a los extintos Houston Oilers en el Estadio Azteca de la Ciudad de México. Aunque los Cowboys perdieron ese encuentro, fue la primera vez que el aficionado mexicano veía en vivo a su equipo que, además, llegaba a México como el reciente bicampeón de la NFL.

Jugué frente a 100,000 personas en mi primer Super Tazón y cuando ví el estadio Azteca lleno me impresioné; era imponente, y más si consideramos que era un partido de pretemporada. Yo sabía que teníamos seguidores en México, pero jamás imaginé que llegaría a tanto. Era la locura.

Troy Aikman

Para el Super Bowl XXX, frente a los Steelers, cuatro aviones fueron fletados de Monterrey para transportar a cerca de 700 aficionados hacia Arizona.
Ante este éxito de la franquicia en México, los Cowboys volvieron otras tres veces entre 1996 y 2001, dos a México D.F. y una a Monterrey. De esta manera, México es el país extranjero más visitado por los Vaqueros en la historia de la franquicia.

La importancia de México para nosotros no se puede medir. Desde el hecho de que cuando hemos jugado o llevado jugadores para allá, todo el mundo los conoce igual o mejor que en Dallas. México es territorio de los Cowboys

Jerry Jones.

«Cowboys y México, una amistad de 30 años». 2004. (enlace roto disponible en Internet Archive; véase el historial, la primera versión y la última).